# 鬼武者系列
鬼武者系列（日語：鬼武者）是卡普空所发行的一系列具日本战国时代背景的动作游戏。2001年首作在PlayStation 2平台發售。系列為用真人影星外貌作為遊戲主角之人物設定的先驅。
本作为PlayStation 2首发系列而开发的游戏，同時也是PlayStation 2上首次銷售量超过百万套的游戏，其后卡普空將之系列化。系列至今已售出超過800萬套。

## 系列作品
| 2001 | 鬼武者                         |
| 2002 | 鬼武者2                        |
| 2003 | 鬼武者 战略版                  |
| 2003 | 鬼武者 无赖传                  |
| 2004 | 鬼武者3                        |
| 2005 | 新鬼武者 Curtain of Darkness   |
| 2006 | 新鬼武者 梦之曙光              |
| 2007 |                                |
| 2008 |                                |
| 2009 |                                |
| 2010 |                                |
| 2011 |                                |
| 2012 | 鬼武者 魂                      |
| 2013 |                                |
| 2014 |                                |
| 2015 |                                |
| 2016 |                                |
| 2017 |                                |
| 2018 | 鬼武者 高清复刻版(Remastered)  |
| 2019 |                                |
| 2020 |                                |
| 2021 |                                |
| 2022 |                                |
| 2023 |                                |
| 2024 |                                |
| 2025 | 鬼武者2 高清复刻版(Remastered) |
| 2026 | 鬼武者 剑之道                  |

- 鬼武者 2001年1月25日（PS2、XBOX、PC）
  - 2001年12月20日「鬼武者 MEGA HITS!」
  - 2005年3月10日「鬼武者 PlayStation 2 the BEST」
  - 2002年2月22日（XBOX）「幻魔鬼武者 」
  - 2018年12月20日「鬼武者 高清复刻版」
- 鬼武者2 2002年3月7日（PS2、PC）
  - 2002年12月12日「鬼武者2 MEGA HITS!」
  - 2025年5月23日「鬼武者2 高清复刻版」
- 鬼武者3 2004年2月26日（PS2、PC）
- 新鬼武者 DAWN OF DRAEMS 2006年1月26日（PS2）
  - 新鬼武者 Curtain of Darkness（手机FOMA 902i专用）
- 新鬼武者戰略版 GBA
- 鬼武者 魂 智能手机
- 鬼武者 剑之道 2026年（PS5、Xbox Series X/S、Steam）

## 動作攻擊系統
鬼武者
- 一閃
- 彈一閃
- 溜一閃

鬼武者2
新增
- 蓄力攻擊
- 蓄力一閃
- 連鎖一閃

鬼武者3
- 十連斬 (NEW)

## 故事
故事背景描述于1560年的日本战国时代/安土桃山时代，彼时处于军阀混战的状态，民不聊生。在同一时间内，位于古歐洲空間、代表西方魔界的幻魔一族，企图实现其几千年以来征服人间的野心。位于东方及处于战乱状态、怨气极重的日本，顺理成章地成为其目标。其侵略之计被宿敌-高等文明一族-鬼之一族发现並顽強抵抗，幻魔族不甘示弱，选择利用日本军阀之中实力最强大的織田信長，来进行下一步的阴谋，趁信长死于非命之际，把他与其阵亡的部队幻魔化后重生，魔化后的信长更与幻魔王达成协议，以人类为祭品的条件来换取幻魔军团的援助，以便满足他征服全日本的野心，甚至整个人间。

### 鬼武者
在十万火急的情况下，鬼之一族被迫挑选独一无二的侠义志士，来继承其传说中的鬼之武者力量，幫助阻止幻魔的阴谋得逞。一位名為明智左馬介秀滿的热血青年，他正为信长得力部下-明智光秀的侄子。当他試图从幻魔手中解救其戚妹-雪姬的途中，糊里糊涂地被鬼族長老選中，继承了鬼之力量，展开了与幻魔漫长对抗的神奇一生，他与信长的宿世因缘也一触即发。
左馬介虽然最后成功利用鬼之力把幻魔王消灭，阻止了其阴谋，但仍未將幻魔之祸的火种完全扑灭，织田信长在幸存的幻魔族拥立之下，继承了王位，成为新一代的幻魔王。

### 鬼武者2
人间过了十二年（1572年），织田信长经过多年的养兵蓄锐，准备率领重生的幻魔军团，企图统一全天下，完成他的千秋霸业。同时下令幻魔喽啰们四处搜索左马介的下落，以除去这个眼中钉。在此，他又与鬼之一族有密切关系的柳生家族结怨，以柳生家族叛变为由，实为断绝鬼之一族与柳生家族传说中的“根脉”，信长下令血洗柳生庄，以防止鬼族与柳生家族联盟，拦阻其霸业。
传说中的鬼族及柳生氏的“根脉”，就是指柳生宗嚴/柳生十兵衛（日本剑术历史有名的柳生新陰流创办人）。他继承了半鬼族之血，相传柳生氏族是鬼之一族后裔，历代族长必须娶鬼族女子为妻，并世代守护人间，消灭幻魔一族。十兵卫素未谋面的亲生母亲高女，正为鬼之一族女子。在他四处览游之际得知柳生庄族人惨被信长杀害，悲愤不已。之后从高女口中得知信长并非普通凡人，需要集齐“仁、圣、和、礼、勇”五颗宝玉，才能彻底封印幻魔王信长，在高女的指引下，十兵卫继承了鬼之武者的力量，与小谷之御邑等五位伙伴踏上冒险之路，与信长展开激战，终于将之歼灭，并开创历史上著名的柳生氏新阴流剑术一派。

### 鬼武者3
织田信长并非因此魂飞魄灭，人间过了十年时间（1582年），在幻魔国师-基爾登斯坦（Guildenstern）的帮助下，信长再次得到重生，这次比他初次幻魔化时更加强悍。而此時久违人间二十几年的左马介再度重现，以图阻止幻魔再次降临人间。这次基爾登斯坦成功盗取鬼之一族的時空傳送術，以为幻魔族征服人间打开方便之门。这时左马介之叔父明智光秀决与信长断绝关系，发动历史上有名的本能寺之變，讨伐信长，左马介决定追随其叔父，以便把信长与幻魔一族一举歼灭。就在与信长即将展开决斗的一瞬间，左马介突然被一股神秘的力量卷入其中，然后便不知所終。
画面随即一转，转到四百年后未来的人间：遥远的歐洲法國之都-巴黎。在晴日万里的浪漫之都，在一瞬间化为偏尸横野、血流成河的废墟，原来基爾登斯坦企图利用时空穿梭技术来征服整个时空的人间。在巴黎街道上，一名法國軍警特務傑克（Jacques）正在目睹其同僚一个接一个惨遭魔鬼般的神秘兵团毒手，在他悲愤交织之际，忽然相同的传梭力量把他吸入，在他醒來后，竟发现自己身处于日本战国时代。然而，左马介忽然出现在他一点也不了解的神秘国度裡，但眼前却出现再已熟悉不过的敌人。 原来左马介与傑克在机缘巧合下相互转送到各自的国度裡。
在鬼之一族的盟友天狗一族之一的阿兒的协助下，两人分别开始了歼灭幻魔的程序。傑克在偶然下结识年轻十天（本能寺之变发生前）的左马介，以及不打不相识的战国名将-本多平八郎忠勝，而左马介却遇上傑克之子亨利（Henri）及其同僚（未婚妻）-蜜雪兒（Michelle）。在各方面的相互协助下，两人终于在惊险重重的状况，并同一时间内成功击败幻魔军团。
傑克终于在本能寺之变，用所赐的鬼之力把幻魔王信长打败，并成功返回自己的国度，与其子和同僚团圆；而左马介则回到了本能寺之变的那一刻，并与趁傑克返回途中，惨遭信长（原来被傑克打败的信长仍然生还）暗算杀害、奄奄一息、十日前的自己合体，变成真‧鬼武者，与幻魔王信长的最终形态展开宿世恩怨的决斗，经过一番激战，信长终于深受重创，被左马介歼灭了。而长达二十年之久的幻魔之乱，也随着信长的得力部下羽柴秀吉（豐臣秀吉）结束军阀纷争的局面，统一日本后，正式画上休止符。而左马介的名字也从此在人间上销声匿迹，再也无人知晓了。
但是鬼族及幻魔族之间的极深仇怨，并未为信长的死而得到平息，他们发誓会卷土重来。

### 新鬼武者
西元1596年豐臣秀吉位极人臣，突然天空綻放紅色的妖星，使得他性格大變成為一代暴君，讓日本沉淪在黑暗之中。在大阪堺的夜晚上，兩個神祕人在屋頂戰鬥，其中一人為豐臣秀吉的部下石田三成，另一位為比睿山僧侶南光坊天海，由兩人對話中得知幻魔的強大野心。
畫面轉到大阪堺城，突然一陣天崩地烈，20年前的幻魔再次出現，但是在這噩夢之中，一道蒼藍的曙光降臨這個人一瞬間毀滅幻魔大軍，這個人就是豐臣秀吉的第二養子，人稱灰燼的蒼鬼~結城秀康。
在蒼鬼與柳生茜（柳生十兵衛）、阿初（淀君之妹）、羅伯特（西洋傳教士）、天海（紅鬼左馬介）得知幻魔的野心，讓幻魔創造神（弗丁布拉斯）降臨，也得知進行這項計畫的高等三幻魔之名庫洛迪亞斯（石田三成）、羅森克蘭茲（路易斯·弗洛伊斯）、歐菲莉亞（淀君）。

## 主要登場人物

### 鬼武者
- 明智左馬介（模特兒＆配音：金城武）
- 楓（配音：高森奈緒）
- 雪姬（配音：岡村明美）
- 夢丸（配音：津村真琴）

### 鬼武者2
- 柳生十兵衛（模特兒：故 松田優作　配音：ハードボイルド工藤）
- 小谷之御邑（配音：澤海陽子）
- 風魔小太郎（配音：石田彰）
- 雜賀孫市（配音：咲野俊介）
- 安國寺惠瓊（配音:石住昭彥)

### 鬼武者3
- 明智左馬介（模特兒・配音：金城武）
- 傑克·布蘭（模特兒・配音：尚·雷諾　日本配音：菅生隆之）
- 蜜雪兒·歐貝爾（配音：淺川悠）
- 亨利·布蘭（配音：矢島晶子）
- 阿兒（配音：南央美）
- 本多忠勝（配音：玄田哲章）

### 新鬼武者
- 灰盡的蒼鬼 / 結城秀康（配音：楠田敏之）
- 柳生十兵衛 茜（配音：尤加奈）
- 南光坊天海（配音：石川英郎）
- 阿初（配音：小林沙苗）
- 羅伯特·弗洛伊斯（配音：羽多野涉）
- 蓑衣吉（配音：玉川紗己子）
- 豐臣秀吉（配音：大川透）
- 石田三成（配音：若本規夫）
- 柳生宗矩（配音：藤原啟治）
- 島左近（配音：三宅健太）
- （配音：橫尾麻里）
- 路易斯·弗洛伊斯（配音：佐藤正治）

### 鬼武者 剑之道
- 宮本武藏（模特兒：三船敏郎、配音：細谷佳正）
- 佐佐木小次郎